# Wehranlage Gnevsdorf
Die Wehranlage Gnevsdorf ist eine Stau- und Hochwasserschutzanlage im Gnevsdorfer Vorfluter kurz vor dessen Mündung in die Elbe bei Gnevsdorf mit Wehr, Kahnschleuse und Fischtreppe.
Gnevsdorf ist ein bewohnter Gemeindeteil von Rühstädt im Landkreis Prignitz in Brandenburg.

## Das Wehr
Die Wehranlage ist ein Teil des Hochwasserschutzsystems der Wehrgruppe Quitzöbel an der unteren Havel. Die Wehranlage Gnevsdorf besteht aus zwei separaten, jeweils 20 Meter breiten Wehrverschlüssen, die jeweils 47,6 Tonnen wiegen. Die beiden Vorlandöffnungen weisen ebenfalls eine Breite von 20 Metern auf. Ein Verschluss besteht jeweils aus einer Kombination aus Hub- und Klappenverschluss. Diese Bauweise ermöglicht eine genaue Regulierung der um bis zu zwei Meter angehobenen Wasserstände.
Ab November 2017 erfolgte die Demontage der Stahlbauteile, um sie einer Überarbeitung zu unterziehen. Im April 2018 erfolgte der Wiedereinbau der großen Stahlteile. Dafür wurden einer der derzeit größten Mobilkrane Deutschlands sowie zwei Hilfskräne vor Ort eingesetzt.
Aufgrund der abgelegenen Lage waren der Erhalt der Passierbarkeit der Wehrbrücke für Radfahrer, Wanderer und Angler, der Einsatz schwerer Technik auf Grund der massiven Bauweise des Wehrs und eine ausreichende Wasserführung in der Fischaufstiegsanlage eine logistische Herausforderungen. Im Jahr 2019 wurde mit der Instandsetzung der Brücke über das Wehr die Erneuerung der Anlage abgeschlossen.
Seit 2016 wurden für drei Baumaßnahmen zum Umbau beziehungsweise zur Modernisierung dieser wasserbaulichen Anlage rund 3,5 Millionen Euro vom Brandenburger Umweltministerium und vom Bund aufgewendet.

## Die Schleuse

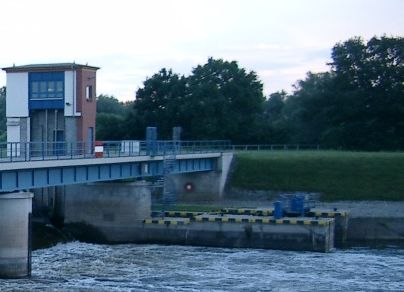
Die Kahnschleuse im Wehr

## Karten
- Folke Stender: Redaktion Sportschifffahrtskarten Binnen 1. Nautische Veröffentlichung Verlagsgesellschaft, ISBN 3-926376-10-4.
- W. Ciesla, H. Czesienski, W. Schlomm, K. Senzel, D. Weidner: Schiffahrtskarten der Binnenwasserstraßen der Deutschen Demokratischen Republik 1:10.000. Band 4. Herausgeber: Wasserstraßenaufsichtsamt der DDR, Berlin 1988, OCLC 830889996.